# Jon Holst-Christensen
Jon Holst-Christensen (* 16. Juni 1968 in Ringsted) ist ein ehemaliger dänischer Badmintonspieler.

## Karriere
Jon Holst-Christensen wurde 1991 und 1995 Vizeweltmeister im Doppel mit Thomas Lund. 1991 gewann er zusätzlich Bronze im Mixed mit Grete Mogensen. 1990, 1992 und 1996 wurde er Europameister mit Lund. Bei Olympia konnten sich beide jedoch nicht in die Medaillenränge vorspielen.

## Sportliche Erfolge
| Saison    | Veranstaltung                               | Disziplin    | Platz | Name |
| --------- | ------------------------------------------- | ------------ | ----- | --- |
| 1986      | Norwegian International                     | Mixed        | 1     | Jon Holst Christensen / Birgitte Hindse |
| 1987      | UdSSR Internationale Meisterschaften        | Mixed        | 1     | Jon Holst-Christensen / Charlotte Madsen |
| 1989      | Schottland: Internationale Meisterschaften  | Mixed        | 1     | Jon Holst-Christensen / Gillian Gowers |
| 1989/1990 | Dänemark: Einzelmeisterschaften             | Herrendoppel | 1     | Jens Peter Nierhoff, Hvidovre BC / Jon Holst-Christensen, Lillerød |
| 1990      | Europameisterschaft                         | Mannschaft   | 1     | Dänemark (Jon Holst-Christensen, Grete Mogensen, Morten Frost, Dorte Kjær, Nettie Nielsen, Pernille Nedergaard, Lotte Olsen, Henrik Svarrer, Jan Paulsen, Poul-Erik Høyer Larsen, Kirsten Larsen) |
| 1990      | Europameisterschaft                         | Mixed        | 1     | Jon-Holst Christensen / Grete Mogensen |
| 1990      | All England                                 | Mixed        | 2     | Jon Holst-Christensen / Grethe Mogensen |
| 1990      | Scottish Open                               | Mixed        | 1     | Jon Holst-Christensen / Grete Mogensen |
| 1990      | Niederlande: Internationale Meisterschaften | Herrendoppel | 1     | Jon Holst Christensen / Thomas Lund |
| 1990/1991 | Dänemark: Einzelmeisterschaften             | Mixed        | 1     | Jon Holst-Christensen, Lillerød / Grete Mogensen, Herning BK |
| 1990/1991 | Dänemark: Einzelmeisterschaften             | Herrendoppel | 1     | Jon Holst-Christensen, Lillerød / Thomas Lund, Kastrup-Magleby |
| 1991      | Weltmeisterschaft                           | Mixed        | 3     | Jon Holst-Christensen / Grete Mogensen |
| 1991      | Weltmeisterschaft                           | Herrendoppel | 2     | Thomas Lund / Jon-Holst Christensen |
| 1991      | Schottland: Internationale Meisterschaften  | Herrendoppel | 1     | Jon Holst-Christensen / Thomas Lund |
| 1991      | Schottland: Internationale Meisterschaften  | Mixed        | 1     | Jon Holst-Christensen / Grete Mogensen |
| 1991/1992 | Dänemark: Einzelmeisterschaften             | Herrendoppel | 1     | Jon Holst-Christensen, Lillerød / Thomas Lund, Kastrup-Magleby |
| 1991/1992 | Deutschland: Internationale Meisterschaften | Herrendoppel | 1     | Jon Holst-Christensen / Thomas Lund |
| 1992      | Europameisterschaft                         | Mixed        | 2     | Jon-Holst Christensen / Grete Mogensen |
| 1992      | Nordische Meisterschaften                   | Herrendoppel | 1     | Jon Holst Christensen / Jan Paulsen |
| 1992      | Scottish Open                               | Herrendoppel | 2     | Jon Holst-Christensen / Christian Jakobsen |
| 1992      | Europameisterschaft                         | Herrendoppel | 1     | Jon-Holst Christensen / Thomas Lund |
| 1992      | All England                                 | Mixed        | 2     | Jon Holst-Christensen / Grethe Mogensen |
| 1992/1993 | Dänemark: Internationale Meisterschaften    | Herrendoppel | 1     | Thomas Lund / Jon Holst-Christensen |
| 1992/1993 | Deutschland: Internationale Meisterschaften | Herrendoppel | 1     | Jon Holst-Christensen / Thomas Lund |
| 1992/1993 | Dänemark: Einzelmeisterschaften             | Herrendoppel | 1     | Jon Holst-Christensen, Lillerød / Thomas Lund, Kastrup-Magleby |
| 1992/1993 | Dänemark: Seniorenmeisterschaften 50+       | Mixed        | 1     | Leif V. Hansen, Gladsaxe / Tonny Holst-Christensen, ABC |
| 1993      | All England                                 | Herrendoppel | 1     | Jon Holst-Christensen / Thomas Lund |
| 1993      | Kanada: Internationale Meisterschaften      | Herrendoppel | 1     | Thomas Lund / Jon Holst-Christensen |
| 1993      | Weltmeisterschaft                           | Mixed        | 2     | Jon Holst-Christensen / Grete Mogensen |
| 1993      | Schottland: Internationale Meisterschaften  | Herrendoppel | 1     | Jon Holst Christensen / Thomas Lund |
| 1993      | Copenhagen Masters                          | Herrendoppel | 1     | Jon Holst-Christensen / Thomas Lund |
| 1993      | All England                                 | Mixed        | 1     | Jon Holst-Christensen / Grethe Mogensen |
| 1993/1994 | Deutschland: Internationale Meisterschaften | Herrendoppel | 1     | Jon Holst-Christensen / Thomas Lund |
| 1993/1994 | Dänemark: Einzelmeisterschaften             | Mixed        | 1     | Jon Holst-Christensen, Lillerød / Rikke Olsen, Kastrup-Magleby |
| 1993/1994 | Dänemark: Einzelmeisterschaften             | Herrendoppel | 1     | Jon Holst-Christensen, Lillerød / Michael Søgaard, Kastrup-Magleby |
| 1993/1994 | Dänemark: Internationale Meisterschaften    | Herrendoppel | 1     | Thomas Lund / Jon Holst-Christensen |
| 1994      | Swiss Open                                  | Mixed        | 2     | Jon Holst-Christensen / Catrine Bengtsson |
| 1994      | Japan Open                                  | Mixed        | 1     | Jon Holst Christensen / Catrine Bengtsson |
| 1994      | Copenhagen Masters                          | Herrendoppel | 1     | Thomas Lund / Jon Holst-Christensen |
| 1994/1995 | Deutschland: Internationale Meisterschaften | Herrendoppel | 1     | Jon Holst-Christensen / Thomas Lund |
| 1994/1995 | Dänemark: Einzelmeisterschaften             | Herrendoppel | 1     | Jon Holst-Christensen, Lillerød / Thomas Lund, Kastrup-Magleby |
| 1994/1995 | Dänemark: Einzelmeisterschaften             | Mixed        | 1     | Jon Holst-Christensen, Lillerød / Rikke Olsen, Kastrup-Magleby |
| 1995      | Russland: Internationale Meisterschaften    | Herrendoppel | 1     | Thomas Lund / Jon Holst-Christensen |
| 1995      | Swiss Open                                  | Mixed        | 2     | Jon Holst-Christensen / Rikke Olsen |
| 1995      | All England                                 | Mixed        | 2     | Jon Holst-Christensen / Rikke Olsen |
| 1995      | Weltmeisterschaft                           | Herrendoppel | 2     | Thomas Lund / Jon Holst-Christensen |
| 1995      | Swiss Open                                  | Herrendoppel | 1     | Jon Holst-Christensen / Thomas Lund |
| 1995/1996 | Dänemark: Einzelmeisterschaften             | Herrendoppel | 1     | Jon Holst-Christensen, Lillerød / Thomas Lund, Kastrup-Magleby |
| 1995/1996 | Deutschland: Internationale Meisterschaften | Herrendoppel | 1     | Jon Holst-Christensen / Thomas Lund |
| 1995/1996 | Dänemark: Internationale Meisterschaften    | Herrendoppel | 1     | Thomas Lund / Jon Holst-Christensen |
| 1996      | All England                                 | Herrendoppel | 3     | Jon Holst-Christensen / Thomas Lund |
| 1996      | Europameisterschaft                         | Herrendoppel | 1     | Thomas Lund / Jon-Holst Christensen |
| 1996      | Copenhagen Masters                          | Herrendoppel | 1     | Jon Holst-Christensen / Thomas Lund |
| 1996      | Swiss Open                                  | Herrendoppel | 1     | Jon Holst-Christensen / Thomas Lund |
| 1996/1997 | Dänemark: Einzelmeisterschaften             | Herrendoppel | 1     | Jon Holst-Christensen, Lillerød / Michael Søgaard, Kastrup-Magleby |
| 1997      | Schweden: Internationale Meisterschaften    | Mixed        | 2     | Jon Holst-Christensen / Karen Stechmann |
| 1997      | Japan Open                                  | Herrendoppel | 3     | Jon Holst-Christensen / Thomas Lund |
| 1997      | Russland: Internationale Meisterschaften    | Mixed        | 1     | Jon Holst-Christensen / Ann Jørgensen |
| 1997      | Russland: Internationale Meisterschaften    | Herrendoppel | 1     | Jon Holst-Christensen / Michael Søgaard |
| 1997      | All England                                 | Herrendoppel | 2     | Jon Holst-Christensen / Michael Søgaard |
| 1997/1998 | Dänemark: Einzelmeisterschaften             | Herrendoppel | 1     | Jon Holst-Christensen, Lillerød / Michael Søgaard, Kastrup-Magleby |
| 1997/1998 | Dänemark: Internationale Meisterschaften    | Herrendoppel | 1     | Jon Holst-Christensen / Michael Søgaard |
| 1998      | Swiss Open                                  | Mixed        | 3     | Jon Holst-Christensen / Ann Jørgensen |
| 1998      | All England                                 | Mixed        | 3     | Ann Jørgensen / Jon Holst-Christensen |
| 1998      | Europameisterschaft                         | Mixed        | 3     | Jon-Holst Christensen / Ann Jørgensen |
| 1998      | Europameisterschaft                         | Herrendoppel | 3     | Jon-Holst Christensen / Michael Søgaard |
| 1998      | Niederlande: Internationale Meisterschaften | Mixed        | 1     | Jon Holst-Christensen / Ann Jørgensen |
| 1998/1999 | Dänemark: Internationale Meisterschaften    | Mixed        | 1     | Jon Holst-Christensen / Ann Jørgensen |
| 1999      | Taiwan Open                                 | Mixed        | 3     | Jon Holst-Christensen / Ann Jørgensen |
| 1999      | China: Internationale Meisterschaften       | Mixed        | 3     | Jon Holst-Christensen / Ann Jørgensen |
| 2000      | Europameisterschaft                         | Mixed        | 3     | Jon-Holst Christensen / Ann Jørgensen |
| 2003/2004 | Dänemark: Seniorenmeisterschaften 35+       | Herrendoppel | 1     | Jon Holst-Christensen, Herlev/Horten / Peter Busch-Jensen, Humlebæk |
| 2004/2005 | Dänemark: Seniorenmeisterschaften 35+       | Mixed        | 1     | Jon Holst-Christensen, Herlev/Hjorten / Grete Kragekjær, Gentofte |
| 2004/2005 | Dänemark: Seniorenmeisterschaften 35+       | Herrendoppel | 1     | Peter Busch-Jensen, Humlebæk/Jon Holst-Christensen, Herlev/Hjorten |
| 2005/2006 | Dänemark: Seniorenmeisterschaften 35+       | Herrendoppel | 1     | Jon Holst-Christensen, Herlev/Hjorten/Peter Busch-Jensen, Humlebæk |
| 2005/2006 | Dänemark: Seniorenmeisterschaften 35+       | Mixed        | 1     | Jon Holst-Christensen, Herlev/Hjorten/Grete Kragekjær, Gentofte |